# Walter Bishop sr.
Walter Bishop sr. (9 januari 1905 – 8 januari 1984) was een Amerikaanse songwriter en componist.

## Biografie
Zijn Swing, Brother, Swing werd opgenomen door Billie Holiday met onder andere Count Basie. Zijn calypso Sex is a Misdemeanor wordt nog steeds opgenomen. Andere liedjes van Bishop zijn Jack, You're Dead, een r&b-hit uit 1947, opgenomen door Louis Jordan. The Stuff is Here (and It's Mellow) en Bop! Goes My Heart werd opgenomen door Frank Sinatra. Zijn nummer My Baby Likes to Bebop werd opgenomen door Ella Fitzgerald en door Nat King Cole met Johnny Mercer.
Hij was de vader van de Amerikaanse jazzpianist Walter Bishop jr.

## Overlijden
Walter Bishop sr. overleed in januari 1984 op bijna 79-jarige leeftijd.